# Кінокритики Австралії
Кінокритики Австралії (англ. Film Critics Circle of Australia) — некомерційна організація кінокритиків Австралії, член «Міжнародної федерації кінопреси». В асоціацію входять критики і журналісти.
Метою організації є підтримка розвитку австралійського та міжнародного кіно, сприяння незалежності та обміні досвідом в області кінокритики, присудження щорічних премій на честь видатних досягнень австралійського кінематографа. 
Премію від кінокритиків Австралії присуджують щорічно з 1988 року.